# Talang Pangeran Ilir
Talang Pangeran Ilir is een bestuurslaag in het regentschap Ogan Ilir van de provincie Zuid-Sumatra, Indonesië. Talang Pangeran Ilir telt 1671 inwoners (volkstelling 2010).